# Petrorossia fusca
Petrorossia fusca är en tvåvingeart som beskrevs av Zaitzev 1966. Petrorossia fusca ingår i släktet Petrorossia och familjen svävflugor.
Artens utbredningsområde är Armenien. Inga underarter finns listade i Catalogue of Life.